# Puchenii Mari
Puchenii Mari – wieś w Rumunii, w okręgu Prahova, w gminie Puchenii Mari. W 2011 roku liczyła 1312 mieszkańców.